# Грёте-Мандренке
 Грёте-Мандренке , или Второе наводнение Святого Марцелла (нем. Grote Mandrenke) — юго-западный атлантический ураган, прошедший по территориям Англии, Нидерландов, северной Германии и Шлезвига 16 января 1362 года.
Ураганный ветер вызвал штормовой нагон воды. Море поглотило 60 приходов в датской епархии Шлезвиг, нанесло огромный ущерб инфраструктуре Англии и унесло жизни 25 тысяч человек. На 16 января приходится день святого Марцелла (папы Марцелла I — епископа римского с 27 мая 308 по 16 января 309 года), поэтому ураган также называется Вторым наводнением Святого Марцелла.
Первым наводнением Святого Марцелла называют наводнение в Западной Фрисландии и провинции Гронинген, которое произошло в этот же день (16 января) 1219 года. Оно унесло жизни 36 тысяч человек. Огромная приливная волна в Северном море размыла сушу, превратив её часть в острова и снесла целые города и даже районы, например город Рунгхольт на острове Странд в Северной Фризии.